# さよならフットボール
『さよならフットボール』は、新川直司によるサッカー漫画。『マガジンイーノ』（講談社）で2009年から2010年にかけて連載された。

## 概要
女子サッカークラブや女子サッカー部が存在しない地域の中学校に通い男子サッカー部に所属する女子中学生が、性別と身体能力の壁に阻まれながらも、自らの理想とするプレースタイルで活路を見出そうとサッカーに打ち込む姿や、勝ち負けに囚われないサッカーの楽しさなどが描かれている。
作者の新川によると、自身はサッカー部に所属した経験はないものの、サッカー好きで試合観戦に頻繁に訪れていた。漫画家となり、作品の構想を考える段階で日本女子代表の澤穂希のドキュメンタリー番組を観賞し女子サッカーの世界に興味を持ったことと、当時はサッカー漫画が少なかったことなどから、本作品の原型となるネームを描き貯めていた。2007年に辻村深月の小説『冷たい校舎の時は止まる』のコミカライズ作品の作画を担当することになったため構想は一時中断したが、同作品の連載終了後に『マガジンイーノ』での連載が決まった際には自然な流れでサッカー漫画を描くことになったという。
作中では中学生の主人公が「女子サッカー選手である」という理由から男子サッカー部の公式戦出場に難色を示される場面が描かれているが、2006年3月に行われた日本サッカー協会 (JFA) の理事会で、第3種年代（中学生年代）の女子サッカー選手の出場機会を増やす目的から従来の出場規程が見直され、全国中学校サッカー大会とJFAプレミアカップと高円宮杯全日本ユースサッカー選手権 (U-15)大会の予選から本大会に至るまで女子サッカー選手が参加できるように改正されている。
2016年に連載開始された『さよなら私のクラマー』では、本作品の後日談として、高校女子サッカー部が描かれており、恩田希や越前佐和などが引き続き登場している。2021年には本作品を原作とする劇場アニメが『映画 さよなら私のクラマー ファーストタッチ』のタイトルで『さよなら私のクラマー』のテレビアニメと同時展開される。

## ストーリー
藤第一中学校2年生の恩田希は優れたボールテクニックの持ち主で、学校の男子サッカー部に所属しているが、部の方針により公式戦に出場することができずにいる。
そんなある日、希は街中で幼馴染の谷安昭（ナメック）と再会を果たすが、江上西中学校のキャプテンを務める彼から「サッカーはフィジカルだ。女のお前に何が出来る」と挑発される。このことをきっかけに希はナメックに一泡吹かせるため、サッカー部の公式戦に出場することを決意するが、監督の鮫島幸造からは成長に伴う体力などの問題から難色を示される。
希は子供の頃からのチームメイトの山田鉄二（テツ）や竹井薫（タケ）には身長や体格で追い越されており、「時間が経てば経つほど同じピッチでプレーすることは難しくなる」と感じている。そのため「ナメックに対抗できるのは今しかない」と意気込み黙々と練習をこなしつつ、鮫島に試合出場を認めさせようとあの手この手を使って奮闘する。そんな姿を見てテツやタケは、彼女の代わりに江上西戦に勝利しようと誓い、マネージャーの越前佐和も彼女を後押しする。
江上西との新人戦当日、希は弟の純平と無理やり入れ替わる形で試合に出場し、ナメックにドリブルで勝負を挑むが、相手の圧倒的な身体能力の前にことごとく跳ね返される。葛藤する希だが「フィジカルに囚われていたのはナメックではなく、何より自分自身だった」ということに気づく。
その後は、ナメックの成長を認め、テクニックを生かしつつシンプルにパスを回し、周囲の動きを引き出すプレーに転換する。試合は希の動きに呼応するように藤一中が攻勢に転じ、江上西守備陣を徐々に追い詰めるが決定的なチャンスを決めきれず、0-1のスコアで敗れる。
試合に敗れたものの希や、両チームのプレーには観客から拍手が送られる。そしてナメックに握手を求め「またどこかでサッカーをやろう」と約束する希の姿を見て、テツやタケはこの試合ですべてが終わるのではなく、希や仲間との新たなサッカーが始まるのだと予感するところで物語を終える。

## 登場人物

### 藤第一中学校
恩田 希（おんだ のぞみ）
この物語の主人公でサッカー部の2年生。ポジションは攻撃的ミッドフィールダー。
高いドリブルテクニックとパスセンス、周囲を生かす洞察力を併せ持っているが、フィジカルに難がある。スポーツ少年団でサッカー経験があるが、中学校には女子サッカー部がなく、身近に女子サッカークラブが存在しないことから男子サッカー部に所属しているが、中学では1試合も公式戦に出場した経験がない。フィジカルコンタクトの少ないフットサルに転向しようとしたが、野次った観客にカンフーキックを浴びせたため、出入り禁止となっている。性格は勇敢かつ大胆不敵であり、目的達成の為には手段を選ばない。ポニーテールの髪型と貧乳が特徴。「ノンちゃん」「女ゴリラ」「藤一中のエリック・カントナ」「恩田」「親分」「じゃじゃ馬」などの様々なあだ名や異名を持つ。
山田 鉄二（やまだ てつじ）
ポジションは守備的ミッドフィールダー。背番号6番。通称テツ。
サッカー部の2年生でキャプテンを務めている。性格はやや堅物であり、希の「公式戦に出場させろ」との申し出に否定的立場を採るが、彼女が直向きに練習に取り組む姿を見て、代わりに江上西中戦で勝利をしようと誓う。希とはスポーツ少年団時代からのチームメイト。
竹井 薫（たけい かおる）
サッカー部の2年生でポジションはフォワード。背番号9番。通称タケ。
お調子者の性格であり、女子生徒にも人気がある。テツと同様に、希の代わりに江上西中戦で勝利をしようと誓う。希とはスポーツ少年団時代からのチームメイト。
恩田 順平（おんだ じゅんぺい）
ポジションはフォワード。希の実弟でありサッカー部の1年生。背番号7番。
姉に劣らず優れたドリブルテクニックを持ち合わせており、1年生ながらサッカー部のレギュラーに定着している。
越前 佐和（えちぜん さわ）
サッカー部のマネージャで2年生。希とは幼馴染であり、男子に混じって黙々と練習を続けている希を後押しする。
鮫島 幸造（さめじま こうぞう）
サッカー部監督。希の能力を認めながらも成長に伴う体力の問題、試合から遠ざかり実戦経験が不足していることから公式戦での起用に難色を示す。「フットボールとはパスゲームである」を信条としており、試合前にヨハン・クライフを模倣したような台詞で部員を送り出す。

### 江上西中学校
谷 安昭（たに やすあき）
サッカー部の主将でポジションはセンターバック。背番号4番。通称ナメック。
希たちとは幼馴染で希に誘われたことをきっかけにサッカーを始め、スポーツ少年団ではチームメイトだった。運動能力で劣っていたために希からたびたび特訓を受けてしごかれていたが、当時から非凡な才能をもつ希のことを慕っていた。小学4年生の時に転校したが、練習を積んで強靭な身体能力を獲得し、中学生になって希に再会した際にはサッカーについて強気な態度を示した。佐和からはプレースタイルをカルレス・プジョルに例えられている。

## 用語
藤第一中学校
パスを丁寧に繋ぎ、中盤でのボール支配率を上げながらゴールに迫る「ポゼッション・フットボール」を志向している。
江上西中学校
県下でも常に上位に進出する強豪であり、伝統的に堅守速攻を志向している。

## 書誌情報
- 新川直司 『さよならフットボール』講談社〈KCデラックス〉、全2巻
  1. 2010年2月17日発売 ISBN 978-4-06-375872-6
  2. 2010年10月15日発売 ISBN 978-4-06-375977-8
- 新川直司 『新装版 さよならフットボール』講談社〈講談社コミックス〉、全2巻
  1. 2014年10月17日発売 ISBN 978-4-06-371445-6
  2. 2014年10月17日発売 ISBN 978-4-06-371446-3